# Свети Атанасий (Здравик)
Вижте пояснителната страница за други значения на Свети Атанасий.
„Свети Атанасий“ или „Свети Атанас“ (на гръцки: Ιερός Ναός Αγίου Αθανασίου) е възрожденска църква в зъхненското село Здравик (Дравискос), Гърция, част от Зъхненската и Неврокопска епархия. Заедно с „Преображение Господне“ е една от двете енорийски църкви в селото.
Църквата е гробищен храм, изграден в северната част на селото. Построена е в 1850 година. Представлява трикорабна базилика без купол. Олтарът е върху квадратна колона, донесена от Кесарополис, в чиято долна част се чете ΕΤΟΣ ΓΠΡΑ и името ΖΩΣΗΜΑΣ. Около колоната се чете ΘΡΟΝΟΥ| ΑΝΔΡΑ | ΓΕΝΕΟ | ΑΡΧΙΠΟΙΜΗΝ + ΟΡΙΕΙΣ ΤΡΙΓΟΥΝΟΥ.